# ベン・ラム
ベン・ラム（林國斌、Ben Lam Kwok Bun、 1960年9月25日 - ）は香港のアクション俳優。
1988年に第7回香港電影金像奨の最佳新演員（最優秀新人賞）を受賞。ジャッキー・チェンの成家班（ジャッキースタントチーム/ジャッキーズアクションチーム）に所属していた。

## 主な出演作品
- ファースト・ミッション（1985年）
- ポリス・ストーリー/香港国際警察（1985年）
- プロジェクトA2 史上最大の標的（1987年）
- ロボフォース 鉄甲無敵マリア（1988年）
- ポリス・ストーリー2/九龍の眼（1988年）
- 邪神拳（1991年）
- ドラゴン危機一発'97（1997年）
- クローサー（2002年）
- 導火線 FLASH POINT（2007年）
- レクイエム 最後の銃弾 (2013年)
- レイジング・ファイア（2021年） マンクワイ（猛鬼）役